# Maurizio Porro
Maurizio Porro (Milano, 10 luglio 1942) è un critico teatrale e critico cinematografico italiano.

## Biografia
Maurizio Porro è nato a Milano nel 1942. Dopo essersi laureato alla Statale in Lettere e Filosofia, ha collaborato con il Piccolo Teatro dal 1964 al 1970. Nel 1972 ha intrapreso la sua attività di giornalista presso Il Giorno, e nel 1974 ha iniziato a collaborare con il Corriere della Sera. Dal 2002 ha frequentemente insegnato Storia e Critica dello Spettacolo all'Università degli Studi di Milano. Inoltre è il direttore di Cultweek, sito dedicato alla cultura e agli eventi nell'area di Milano.

### Vita privata
Maurizio Porro ha un fratello minore, Gabriele, anch'egli critico cinematografico presso La Repubblica.

## Pubblicazioni
- Quaderno del Piccolo Teatro, 1967
- Joseph Losey, Moizzi, 1977
- Il cinema vuol dire..., con Giuseppe Turroni, Garzanti, 1979
- Alberto Sordi, Il Formichiere, 1979; Cue Press, 2019, ISBN 9788855100137
- La cineteca di Babele, Milano Libri, 1980
- Alida Valli, con Ernesto G. Laura, Gremese, 1996, ISBN 9788877420497
- AA.VV., Dizionario dello spettacolo del '900, Dalai, 1998
- Fine del primo tempo, Archinto, 1999, ISBN 9788877682635
- Mélo, Mondadori Electa, 2008, ISBN 9788837050214
- Il cinema vuol dire... (Secondo tempo), Bompiani, 2012, ISBN 9788845270703
- Il Gerolamo ritrovato. Il cantiere, la storia e il restauro, Archinto, 2018, ISBN 9788877687111
- Attori, teatro e un po' di vita. Scritti per il «Corriere della sera» (1974-2017), Mimesis, 2018, ISBN 9788857543970
- Bianco e Nero vol. 599 - Mariangela Melato,(a cura di Maurizio Porro), rivista del Centro Sperimentale di Cinematografia, (Edizioni Sabinae, 2021)